# St. Jodokus (Immenstaad)
Koordinaten: 47° 39′ 56,1″ N, 9° 21′ 48,3″ O

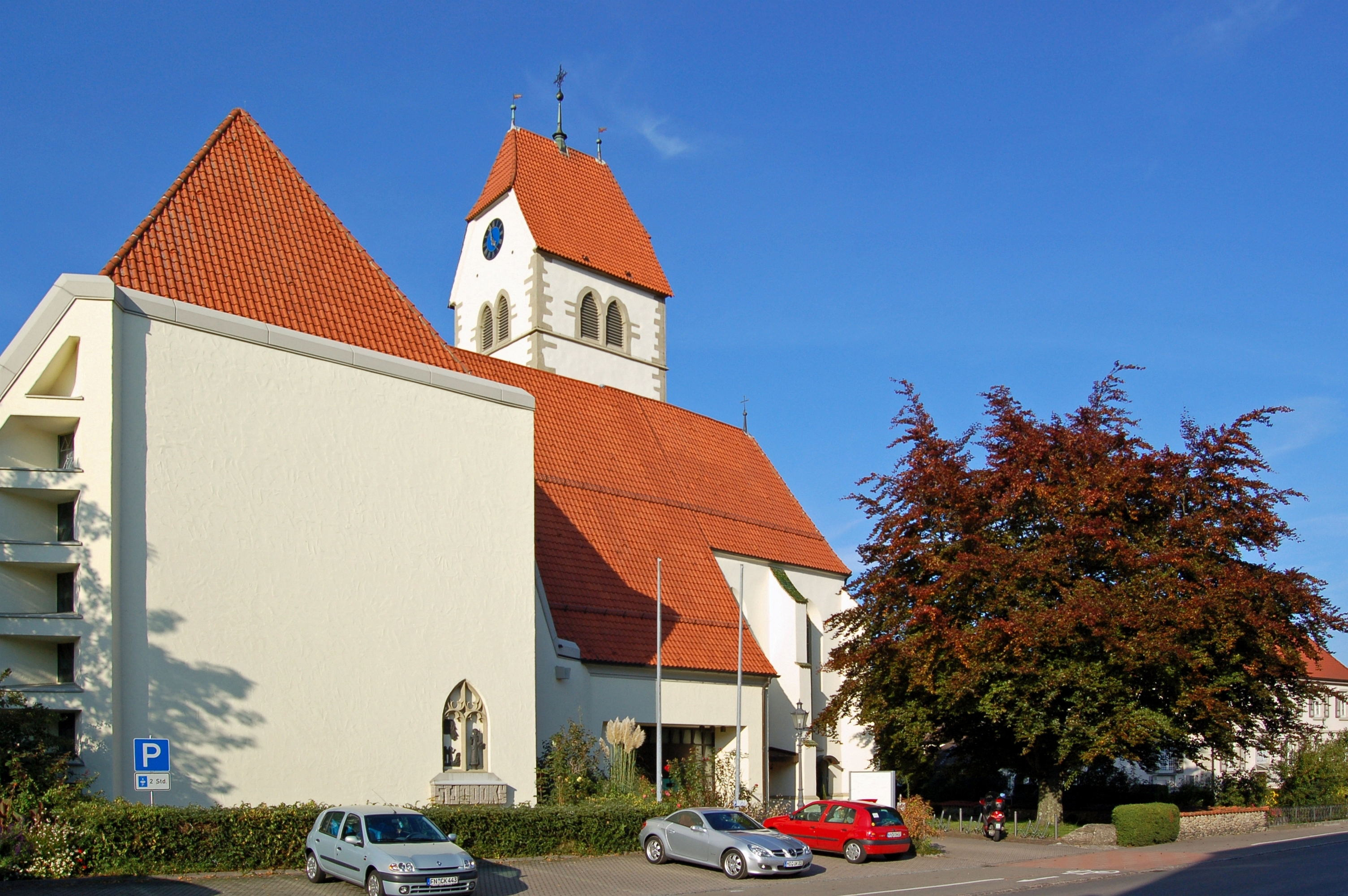
Immenstaad, St. Jodokus

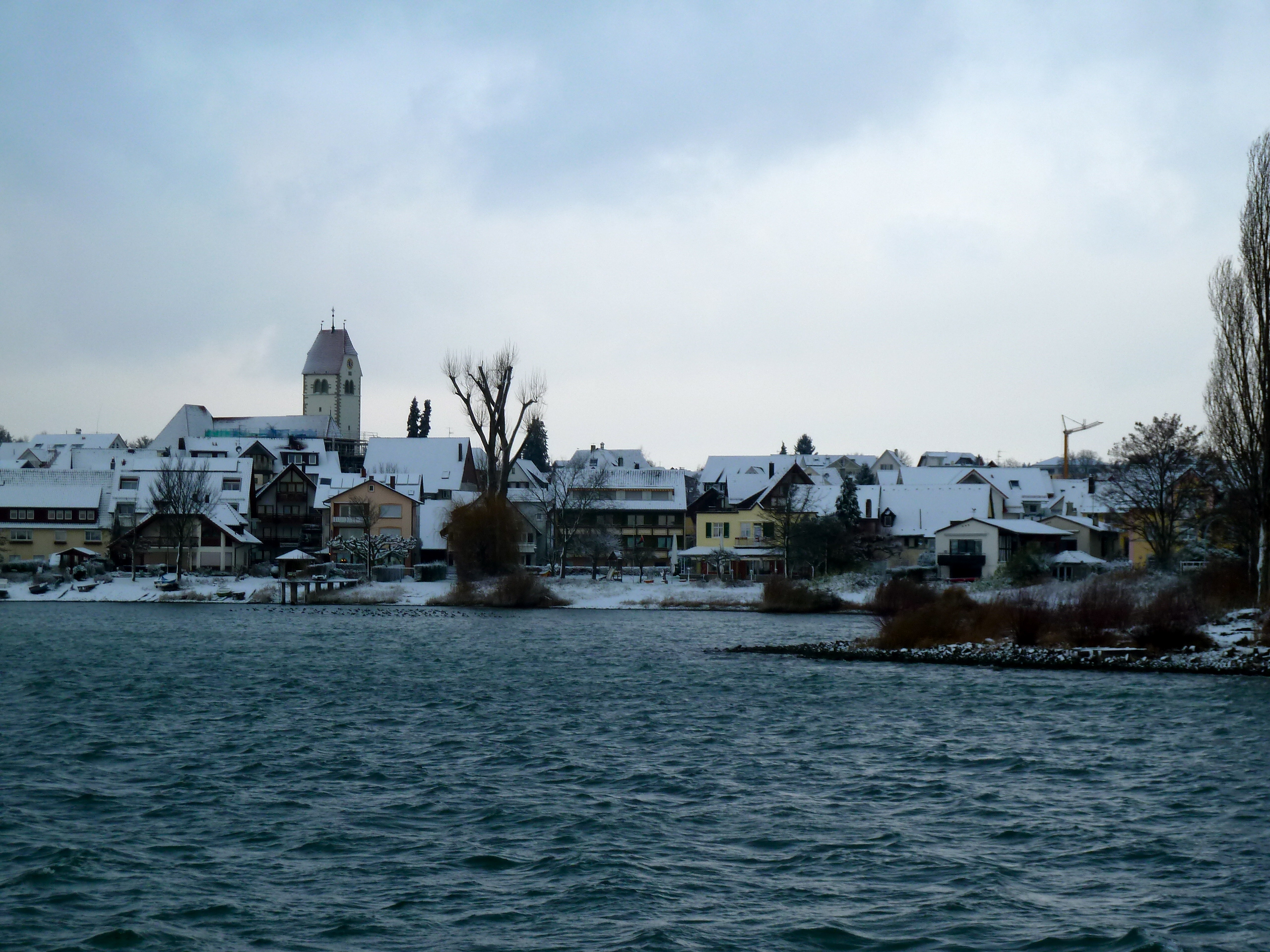
Pfarrkirche St. Jodokus vom See aus

Die katholische Pfarrkirche St. Jodokus ist ein ortsbildprägendes Kirchengebäude in Immenstaad am Bodensee. Die Gemeinde gehört zur Seelsorgeeinheit Meersburg im Dekanat Linzgau des Erzbistums Freiburg. Kirchenpatron ist der heilige Jodokus. Ein gotischer Chor, ein alter Turm und ein Kirchenbau aus neuerer Zeit sind zu einer Einheit zusammengewachsen.

## Geschichte

### Geschichte der Kirchengemeinde
Die kleine Gemeinde besaß ursprünglich eine kleine Kapelle und war Filialgemeinde der Pfarrei in Bermatingen, die etwa drei Wegstunden entfernt lag. Bermatingen gehörte zur Zisterzienserabtei Salem. Die Gläubigen aus Immenstaad wollten wegen des weiten Fußweges einen eigenen Pfarrer, dies wurde von der Abtei Salem vehement abgelehnt. Die Gemeinde wandte sich an (Gegen-)Papst Johannes XXIII., der in Bologna residierte. Sie bauten die Kapelle zu einer Kirche um und legten einen Friedhof an. Nach dem Konstanzer Konzil wurde die Gemeinde zur Pfarrei erhoben.

### Baugeschichte
Der Grundstein der ersten Kirche wurde 1474 gelegt; ihr Turm hat bis heute überdauert. Die Fertigstellung erfolgte 1487. Der asymmetrisch angelegte Chor lässt noch heute den gotischen Einfluss erkennen.
Das Kirchenschiff war im Lauf der Jahrhunderte etlichen Veränderungen unterworfen. Es wurde 1980 abgebrochen, um einem Neubau Platz zu machen. Der Chor blieb als Seitenkapelle erhalten. Das ehemals gotische Netzgewölbe wich einer barocken Decke aus Gips mit Stuck. Der Chorbogen ist ebenfalls noch ein Zeugnis aus gotischer Zeit. Die barocke Ausstattung wurde dem Zeitgeschmack entsprechend gegen Ende des 19. Jahrhunderts durch eine im neugotischen Stil ersetzt.
Die Pläne für den Neubau erstellte der Architekt Hanns B. Schlichte aus Friedrichshafen. Die neue Kirche im Verbund der Bauteile aus verschiedenen Jahrhunderte beinhaltet als Leitgedanken die Vision des Johannes (Apokalypse 21,3): „Seht das Zelt Gottes unter den Menschen. Er wird bei ihnen wohnen und sie werden sein Volk sein und er, Gott, wird bei ihnen sein.“ Dies wird auch durch das Zeltdach symbolisiert. Baubeginn war der 29. September 1980, davor gab es über fünf Jahre lang Querelen und Prozesse zum Thema der Erhaltung des ehemaligen Kirchenschiffes. Der Grundstein wurde am 8. November 1981 gelegt. Die neu gebaute Kirche wurde von Weihbischof Karl Gnädinger aus Freiburg am 24. Oktober 1982 geweiht. Der Pfarrsaal und verschiedene Veranstaltungsräume fanden im Untergeschoss Platz.
Diese neue Kirche steht wie bisher unter dem Patrozinium des Jodokus. Die Verehrung diese Heiligen war besonders im Bistum Konstanz weit verbreitet.
Die 17 Kirchenfenster aus Buntglas wurden 1982 nach Entwürfen von Hermann Geyer aus Ulm gestaltet. Die Ausführung lag bei der Glaswerkstatt Derix in Rottweil. Sie zeigen die Schöpfungstage, den Sündenfall, die Vertreibung aus dem Paradies, Gestalten aus dem Alten Testament, die Geburt Christi, die Kreuztragung Christi und seinen Tod. Weitere Themen sind die Grablegung, die Auferstehung Jesu Christi und die Szene mit den Emmausjüngern.

## Beschreibung

### Ausstattung

#### Neubau
- Der Zelebrationsaltar, der Ambo, die Tabernakelstele und die Sedilien goss der Goldschmied Egino Weinert aus Köln nach Entwürfen des Architekten Schlichte in Bronze; Weinert führte auch die Emailarbeiten auf Tabernakel und Ambo aus. Auf den Türen der Tabernakelstele ist ein Abendmahlsbild angebracht. Der Ambo ist mit einem Emaillebild geschmückt, das die Aussendung des Heiligen Geistes zeigt. Der Altar ist das Zentrum des Gebäudes, er wird von den großen Dachflächenfenstern mit Licht betont.[8]
- Ein Hängekreuz mit einem Kruzifix von 1525[9] hängt von der Decke herab.
- Das Wandgemälde im Altarraum ist eine Arbeit von Hermann Geyer.
- Den Reliquienschrein an der Seitenwand zum Hauptausgang schuf Egino Weinhart 1982.[10] In dem Reliquiar befindet sich eine Reliquie des Jodokus. Der Schrein weist Emaillebilder auf, die das Leben des Heiligen zeigen. An der hohen Giebelwand wurde zur Erinnerung an Jodokus eine Bronzefigur angebracht.[11]

#### Alter Chor

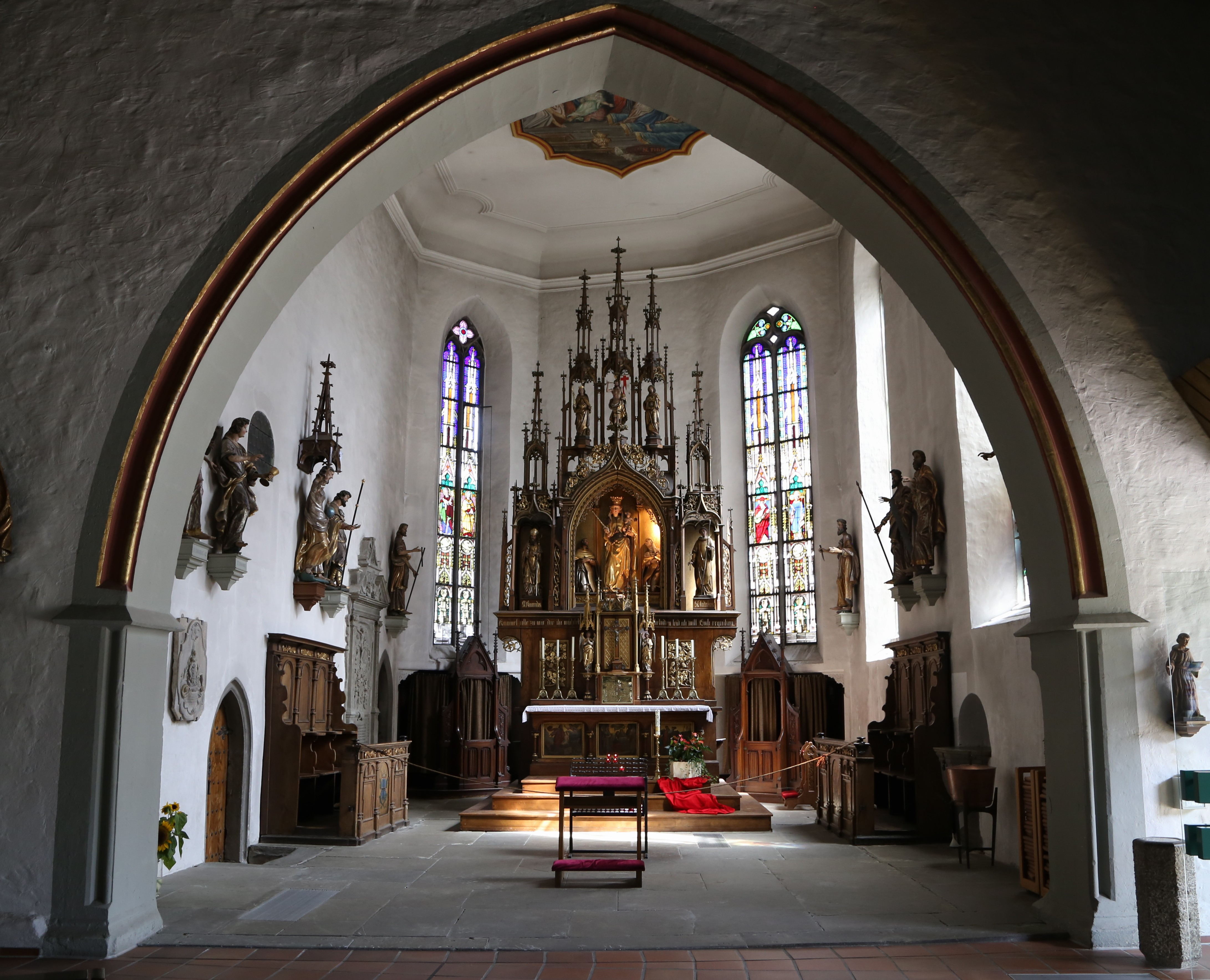
St. Jodokus, Alter Chor

- An der Wand vor dem Chor, an der Wand zur Sakristei, hängt ein Ölbild mit der Darstellung der Krönung der Maria. Es ist von beschnitzten und gefassten Rosenkranz-Medaillons umrahmt, die von einem alten Rosenkranzaltar aus der Barockzeit stammen. Die Medaillons mit der Geburt und der Himmelfahrt sind verloren gegangen.[12]
- Die Kirchenfenster stellte 1877 die Glasmalerei Lütz aus Sigmaringen her. Sie stellen die Kirchenlehrer Augustinus, Ambrosius, Hieronymus und Gregorius dar. Das Südfenster, 1952 von Hans Breinlinger geschaffen, zeigt die Geburt Christi.[13]
- Das Maßwerk der Fenster und der Spitzbogen am Eingang des Chores sind Relikte aus der Zeit der Gotik.
- Den neugotischen Hochaltar im alten Chor baute Karl Reihing aus Tettnang 1877. Auf ihm steht über dem Tabernakel eine gekrönte Marienfigur aus der Zeit um 1460, auf ihrem linken Arm sitzt das Jesuskind mit einer Kugel in der Hand. Maria trägt in der rechten Hand ein Szepter. Figuren des Dominikus und der Katharina von Siena stehen neben der Madonna, flankiert von Konrad von Konstanz und Jodokus. Im oberen Teil stehen die Figuren des auferstandenen Christus, begleitet von Katharina von Alexandrien und Veronika mit dem Attribut Schweisstuch.
- An der Decke über dem neugotischen Altar ist ein Ölgemälde aus der zweiten Hälfte des 18. Jahrhunderts zu sehen, es zeigt das letzte Abendmahl.[14]
- An der Nordseite des alten Chors befindet sich das Grabmal für die Familie Dankenschweil, ihr gehörte zeitweise das Schloss Helmsdorf. Esaias Gruber der Jüngere fertigte das Grabmal nach 1608 an.
- Zwei Epitaphe aus Stein schuf Dominikus Hermengild Herberger. Eines war für seine eigene Familie bestimmt, das andere für Anna Maria Rauber, geb. Dafinger. Da Herberger kein eigenes Familienwappen besaß, schmückte er das Epitaph mit der Darstellung der heiligen Familie auf der Flucht nach Ägypten, ergänzt um einen Totenkopf und einen Putto mit traurigem Gesichtsausdruck.[15]
- Die Chorstühle stammen vermutlich aus dem 16. Jahrhundert, 1713 wurden das Wappen der Kommende Mainau und das Zeichen des Jodokus eingefügt.
- Im neugotischen Hochaltar von 1877 steht eine gekrönte Madonna mit dem Jesuskind aus der Zeit um 1470.  Dies ist eine der bedeutendsten gotischen Plastiken in der gesamten Bodenseeregion. Holzfiguren der Heiligen Katharina von Siena und Dominikus aus der Zeit um 1665 sowie des Bischofs Konrad von Konstanz und des Jodokus von 1877 flankieren die gekrönte Madonna.
- Die Apostel- und Christusstatuen sind zum Teil Arbeiten des Daniel Schenk (1633–1691).
- Zwei Epitaphe aus Sandstein sind Arbeiten von Dominikus Hermengild Herberger, er starb 1760 in Immenstaad. Er schuf auch um 1733 die Holzfigur Christus im Kerker, die in einer Nische an der Chorwand steht.[16]

### Orgel
Die Orgel ist in Form- und Farbgebung an den modernen Innenraum angepasst: mit weißem Gehäuse steht sie vorne in der Nähe des Altars (statt wie meist üblich hinten auf einer Empore). Sie wurde von Orgelbaumeister Mönch aus Überlingen 1993 eingebaut und verfügt über 1356 Orgelpfeifen in 23 klingenden Registern auf zwei Manualen und Pedal.
.

### Glocken
Das Glockengeläut im Kirchturm besteht aus sechs Glocken, drei historischen und drei modernen.
Eine historische Glocke mit dem Ton g störte das Zusammenspiel des Geläutes, die anderen Glocken aus früherer Zeit klangen homogen.
Die Glocke der Gießerei Wolfart aus Lauingen erklang sehr günstig mit dem c-Moll-Akkord der anderen alten Glocken. Eine Sanierung und Ergänzung des Geläuts ergab einen nun harmonischen Klang der sechs Glocken.
| Glocke | Gussjahr | Gießer, Gussort       | Durchmesser | Gewicht | Nominal |
| ------ | -------- | --------------------- | ----------- | ------- | ------- |
| 1      | 1948     | G. Wolfart, Lauingen  | 1470 mm     | 1900 kg | c′+9    |
| 2      | 1783     | Felix Koch (I), Salem | 1160 mm     | 950 kg  | es′+5   |
| 3      | 1513     | Nicolaus Oberacer     | 960 mm      | 598 kg  | a′+11   |
| 4      | 2010     | Rudolf Perner, Passau | 790 mm      | 314 kg  | c″+13   |
| 5      | 2010     | Rudolf Perner, Passau | 700 mm      | 223 kg  | es″+10  |
| 6      | 1701     | unbekannt             | 560 mm      | 134 kg  | g″+14   |

### Turmuhr
Die Johann Mannhardt’sche Königlich Bayrische Hof-Turmuhren-Fabrik in München fertigte 1893 die Turmuhr an und baute sie ein. Die maschinell gefertigten Uhren galten als Meilensteine in der Entwicklung des Turmuhrenbaus. Die Uhr arbeitete bis 1982 zuverlässig, danach ging sie gemäß einem Ablösevertrag in den Besitz der Pfarrgemeinde über, die bis dahin finanziell für ihren Unterhalt aufgekommen war. Die Uhr wurde 2002 demontiert und zwischengelagert. Der Heimatverein übernahm ab 2005 die Bewahrung und Pflege.